# Pedro Casas Medina
General Pedro Casas Medina fue un militar mexicano que participó en la Revolución mexicana. Nació en el pueblo de Coatepec de las Bateas, Estado de México. Fue hijo de Feliciano Casas y de Ana Medina. En marzo de 1912 se incorporó a las fuerzas rebeldes que operaban bajo las órdenes del General Genovevo de la O. Con sus hombres puso resistencia a las fuerzas federales maderistas, huertistas y carrancistas, sucesivamente, dominando la región del municipio de Ocuela, Estado de México. Llegó a operar en las montañas limítrofes del Distrito Federal, Morelos y Estado de México, alcanzando el grado de General de Brigada. En 1920 ingresó al Ejército Nacional y fue incorporado a la División del General Genovevo de la O. El 31 de marzo de 1921 murió asesinado por el coronel Francisco Mariaca, en Cuernavaca, Morelos. 